# Martinskirche (Ahlten)

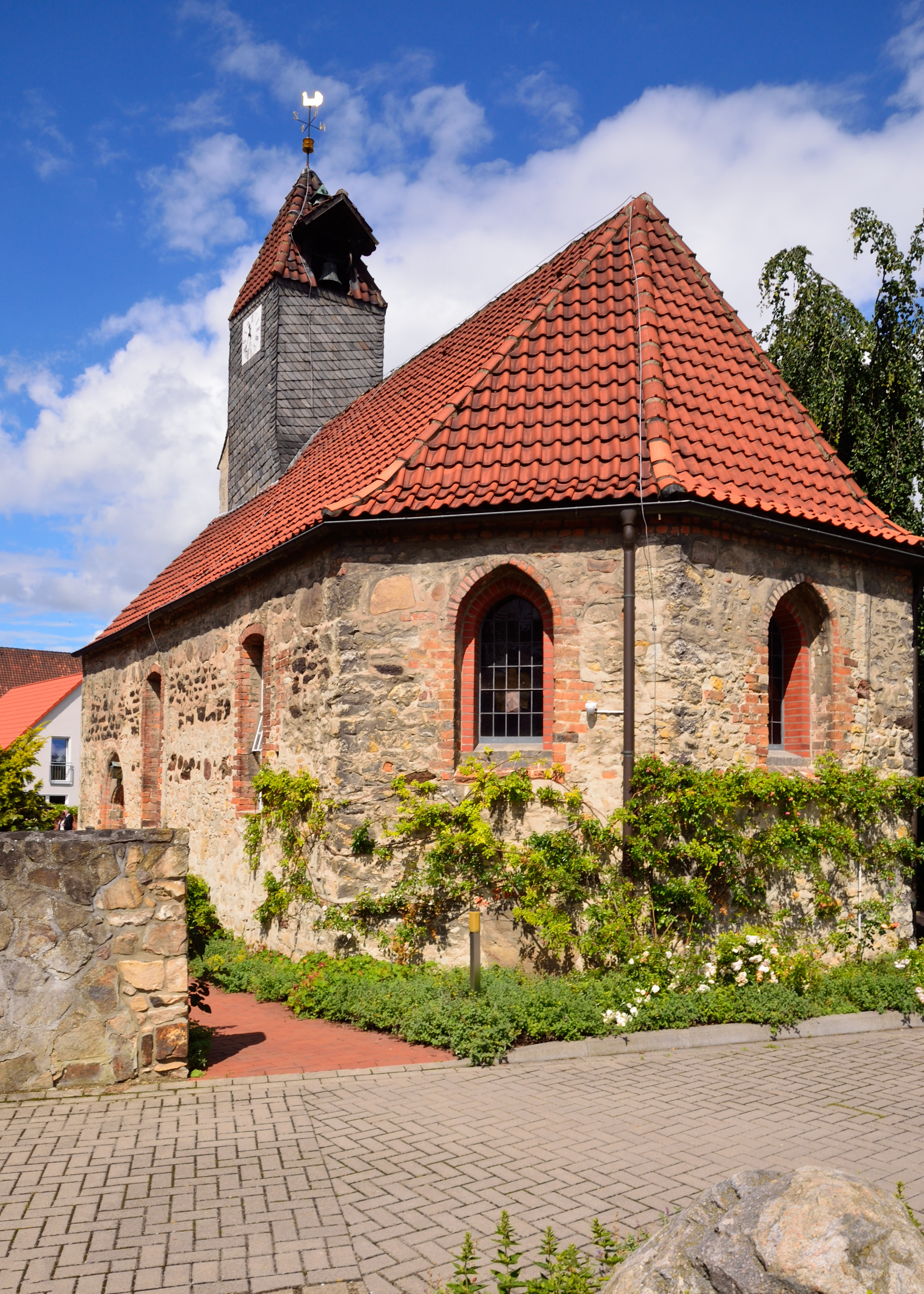
Martinskirche von Südosten

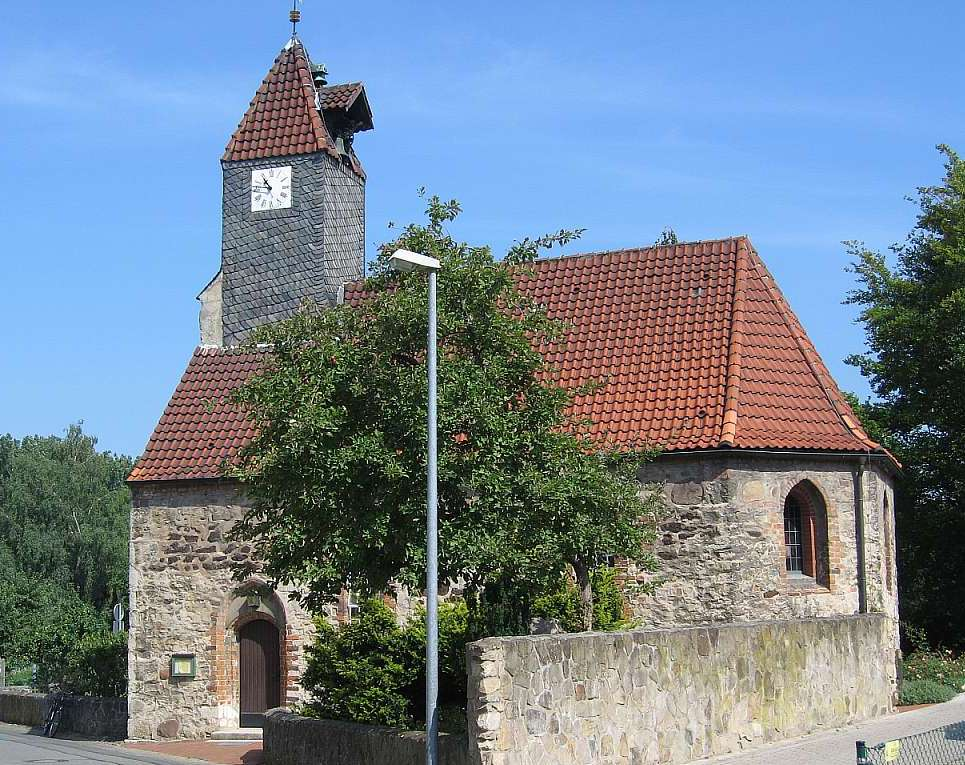
Martinskirche von Süden

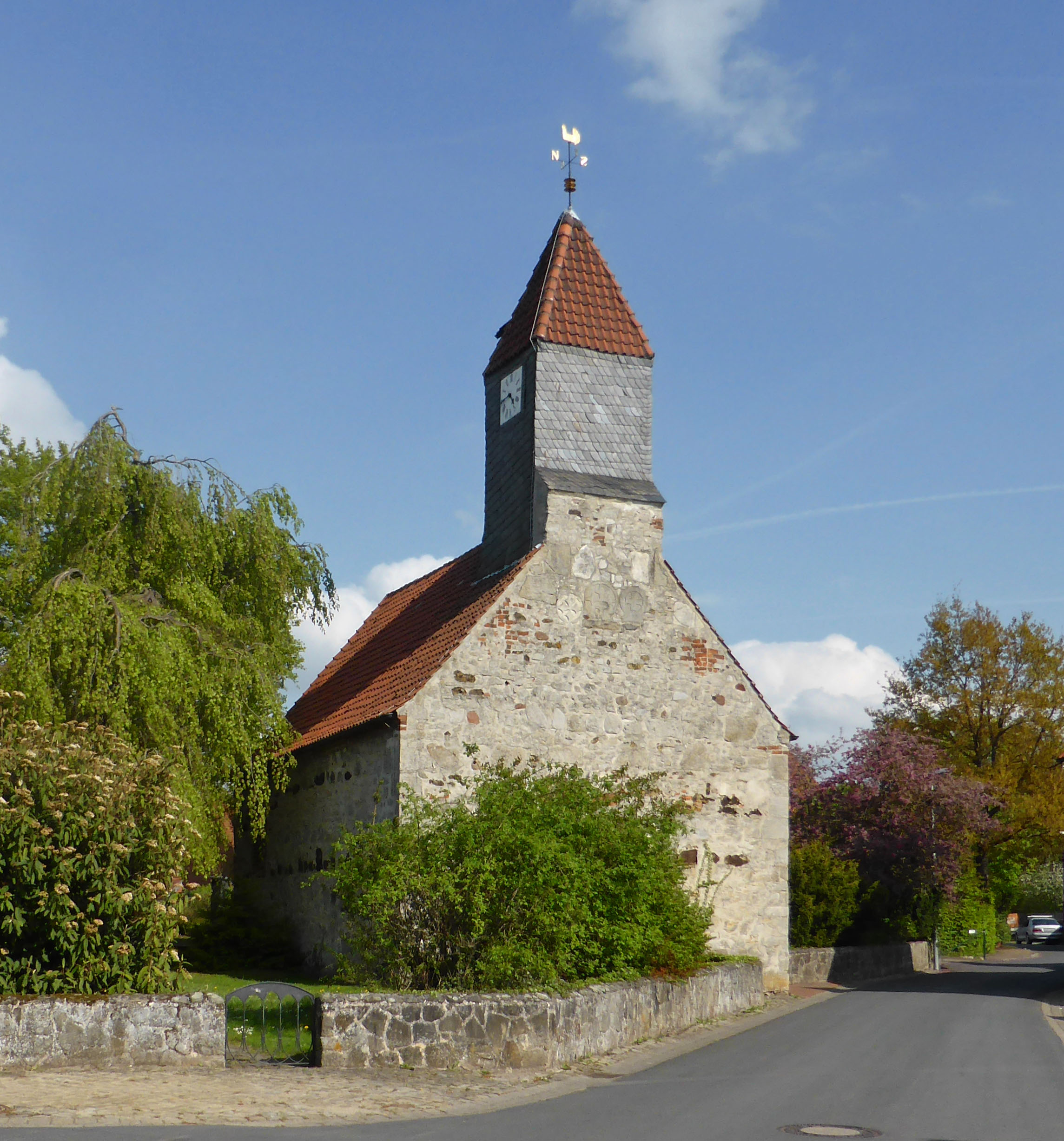
Martinskirche von Nordwesten

Die evangelisch-lutherische Martinskirche steht in Ahlten, einem Ortsteil der Mittelstadt Lehrte in der Region Hannover von Niedersachsen. Das Kapellengebäude steht unter Denkmalschutz. Die Kirchengemeinde gehört zur Region 5 des Kirchenkreises Burgdorf der Evangelisch-lutherischen Landeskirche Hannovers.

## Beschreibung
Die spätmittelalterliche Saalkirche aus Bruchsteinen wurde im 13. Jahrhundert im gotischen Stil gebaut. Sie hat einen dreiseitigen Abschluss des Chors. Aus dem Satteldach des Langhauses erhebt sich im Westen ein quadratischer, schiefergedeckter Dachreiter mit der 1669 erstmals gegossenen Kirchenglocke, die 1909 einen Sprung erlitt und 1911 aus dem Material der alten Glocke neu gegossen wurde. Auf dem Dachreiter sitzt ein Pyramidendach aus Dachziegeln. Die Laibungen der Fenster im Chor und im Langhaus sind aus Backsteinen, im Langhaus wurden die Fenster nachträglich vergrößert. Als zu Beginn des 18. Jahrhunderts die kleine Kirche für die wachsende Zahl der Gottesdienstbesucher nicht mehr ausreichte, wurde eine hölzerne U-förmige Empore eingebaut.
Die Brüstungen der Kanzel des Kanzelaltars sind mit sechs Bildern bemalt. Sie zeigen die Apostel Philippus, Petrus, Bartholomäus, Andreas, Simon und Johannes. Das sechseckige Taufbecken stammt aus dem Jahre 1613.
1961 wurde ein Fresko aus der Zeit um 1300 freigelegt. Es zeigt den Weg zum Jüngsten Gericht.
Eine Orgel mit vier Registern und einem Manual wurde 1969 von Dieter Kollibay aus der Werkstatt von Ernst Palandt gebaut.
Da sich diese Orgel als zunehmend störanfällig erwies und hätte gereinigt werden müssen, wurde 2008 die vorhandene Orgel durch eine aus Hannover stammende, gebrauchte Hillebrand-Orgel von 1969 ersetzt.